# Midnight Memories
Albums de One Direction
Take Me Home
(2012) Four
(2014)
Singles
1. Best Song Ever
Sortie : 22 juillet 2013
2. Story Of My Life
Sortie : 28 octobre 2013
3. Midnight Memories
Sortie : 20 novembre 2013
4. You And I
Sortie : 14 avril 2014

Midnight Memories est le troisième album studio du groupe anglo-irlandais One Direction. Le groupe est composé de Liam Payne, Zayn Malik, Harry Styles, Louis Tomlinson et Niall Horan. L'album possède 14 chansons en édition standard, et 18 en édition limitée. Il est sorti le 25 novembre 2013.
L'album a été décrit comme ayant un "ton légèrement plus rock" que leurs albums précédents. Il est devenu l'album le plus vendu dans l'histoire d'Amazon UK, battant le record de la sortie de Take Me Home (2012) [réf. nécessaire]. L'album a fait ses débuts au numéro un sur le US Billboard 200, faisant de One Direction le premier groupe de l'histoire à faire ses débuts au numéro un aux États-Unis avec leurs trois premiers albums[réf. nécessaire]. L'album a été précédé par la sortie des singles "Best Song Ever" et "Story of My Life"[réf. nécessaire].
Bien qu'il ait été publié cinq semaines avant la fin de l'année, Midnight Memories est néanmoins devenu l'album le plus vendu de l'année 2013, tel que répertorié par l'IFPI, avec des ventes de quatre millions d'exemplaires.

## Liste des pistes
| No  | Titre                         | Auteur                                                                                         | Producteur(s)            | Durée |
| --- | ----------------------------- | ---------------------------------------------------------------------------------------------- | ------------------------ | ----- |
| 1.  | Best Song Ever                | Wayne Hector, John Ryan, Ed Drewett, Julian Bunetta                                            | Bunetta, Matt Rad, Ryan  | 3:22  |
| 2.  | Story of My Life              | Jamie Scott, Bunetta, Ryan, Niall Horan, Zayn Malik, Liam Payne, Harry Styles, Louis Tomlinson | Bunetta, Ryan            | 4:05  |
| 3.  | Diana                         | Ryan, Bunetta, Scott, Louis Tomlinson, Liam Payne                                              | Bunetta, Ryan            | 3:05  |
| 4.  | Midnight Memories             | Bunetta, Scott, Ryan, Louis Tomlinson, Liam Payne                                              | Bunetta, Ryan            | 2:56  |
| 5.  | You & I                       | Bunetta, Scott, Ryan                                                                           | Bunetta, Ryan            | 3:58  |
| 6.  | Don't Forget Where You Belong | Tom Fletcher, Danny Jones, Dougie Poynter, Niall Horan                                         | Jones, Fletcher, Poynter | 4:01  |
| 7.  | Strong                        | Louis Tomlinson, Ryan, Scott, Bunetta                                                          | Bunetta, Ryan            | 3:04  |
| 8.  | Happily                       | Savan Kotecha, Carl Falk, Harry Styles                                                         | Falk                     | 2:55  |
| 9.  | Right Now                     | Ryan Tedder, Louis Tomlinson, Harry Styles, Liam Payne                                         | Tedder                   | 3:20  |
| 10. | Little Black Dress            | Bunetta, Ryan, Theodore Geiger, Louis Tomlinson, Liam Payne                                    | Bunetta, Ryan, Geiger    | 2:35  |
| 11. | Through the Dark              | Scott, Toby Smith, Louis Tomlinson, Liam Payne                                                 | Scott, Smith             | 3:41  |
| 12. | Something Great               | Jacknife Lee, Gary Lightbody, Harry Styles                                                     | Lee                      | 3:56  |
| 13. | Little White Lies             | Liam Payne, Louis Tomlinson, Bunetta, Drewett, Ryan, Hector                                    | Bunetta, Ryan            | 3:17  |
| 14. | Better Than Words             | Bunetta, Ryan, Louis Tomlinson, Liam Payne, Scott                                              | Bunetta, Ryan            | 3:30  |

| 15. | Why Don't We Go There | Steve Robson, Claude Kelly, Hector, Tomlinson | Robson             | 2:57 |
| 16. | Does He Know?         | Bunette, Ryan, Scott, Tomlinson, Payne        | Bunetta, Ryan      | 3:08 |
| 17. | Alive                 | Bunetta, Ryan, Scott, Tomlinson               | Rad, Ryan, Bunetta | 2:42 |
| 18. | Half A Heart          | Robson, Drewett, Lindy Robbins                | Robson             | 3:10 |

| 19. | One Way or Another (Teenage Kicks)              | Debbie Harry, Nigel Harrison, John O'Neill | Bunetta, Ryan                 | 2:37 |
| 20. | Little Things (Version live du film This is Us) | Ed Sheeran, Fiona Bevan                    | Jake Gosling                  | 4:12 |
| 21. | Best Song Ever (Kat Krazy Remix)                | Hector, Ryan, Drewett, Bunetta             | Bunetta, Rad, Ryan, Kat Krazy | 3:58 |

## Classements
| Australie | Australian Albums Chart | 1 |
| Irlande   | Irish Albums Chart      | 1 |
| Pays-Bas  | Dutch Albums Top 100    | 2 |
| Suède     | Swedish Albums Chart    | 1 |
| France    | Top 200 Albums          | 1 |

## Certifications
| Pays             | Organisme certificateur | Certification | Ventes certifiées | Symbolisation | Ref.   |
| ---------------- | ----------------------- | ------------- | ----------------- | ------------- | ------ |
| Argentine        | CAPIF                   | Platine       | 42 000            | ▲             | [ 10 ] |
| Australie        | ARIA                    | Platine       | 72 000            | ▲             | [ 11 ] |
| Espagne          | Promusicae              | Platine       | 40 000            | ▲             | [ 12 ] |
| Hongrie          | Mahasz                  | Or            | 1 000             |               | [ 13 ] |
| Italie           | FIMI                    | Or            | 30 000            |               | [ 14 ] |
| Japon            | RIAJ                    | Or            | 100 000           |               | [ 15 ] |
| Mexique          | Amprofon                | Platine + Or  | 120 000           | ▲             | [ 16 ] |
| Nouvelle-Zélande | RIANZ                   | Or            | 7 500             |               | [ 17 ] |
| Pologne          | ZPAV                    | Or            | 10 000            |               | [ 18 ] |
| Royaume-Uni      | BPI                     | Platine       | 300 000           | ▲             | [ 19 ] |
| Suède            | GLF                     | Or            | 20 000            |               | [ 20 ] |